# 나가우라촌 (나가사키현)
나가우라촌(長浦村)은 나가사키현 니시소노기 반도에 있던 촌이며, 니시소노기군에 속해있었다. 

## 지리
니시소노기 반도의 동부에 위치하고 있었으며, 동쪽 해안을 오무라만과 접하고 있다.

## 역사
- 1889년 4월 1일 - 정촌제 시행에 의해 니시소노기군 나가우라촌이 단독촌제를 시행해 성립하였다.
- 1959년 1월 15일 - 무라마쓰촌의 일부와 합병해 긴카이촌이 성립하여, 나가우라촌은 소멸하였다.

## 참고문헌
- 角川日本地名大辞典 42 長崎県
- 西彼杵郡現勢一班「面高村現勢内容」（1926年）国立国会図書館デジタルコレクション